# كازوكي أوتا
كازوكي أوتا (باليابانية: 太田 一輝) (27 يناير 1993 في إيواتا في اليابان – )؛ هو لاعب كرة قدم كان يلعب كلاعب وسط.

## وصلات خارجية
- كازوكي أوتا على موقع رابطة كرة القدم اليابانية للمحترفين (اليابانية)
- كازوكي أوتا على موقع قاعدة بيانات كرة القدم.إي يو (الإنجليزية)
- كازوكي أوتا على موقع Soccerway.com (الإنجليزية)